# マダガスカル航空
マダガスカル航空（マダガスカルこうくう、Air Madagascar）は、マダガスカルのアンタナナリボを本拠地とする航空会社。マダガスカルのフラッグ・キャリアでもある。尾翼に描かれているのは「旅人の木」である。
2021年10月、管財人となったマダガスカル航空は、子会社のツァラディアと合併してリニューアルし、マダガスカル航空になります。

## 概要
1947年3月、フランスの民間航空会社TAI (航空会社)によって設立された。機材はエールフランス航空より借り入れ、1957年にはTAIとフランス郵船会社と共同運航を行った。1960年にフランスから独立し、マダガスカルになった後の1961年4月、政府はマダガスカル航空をフラッグキャリアと定め、同年8月には"MADAIR"という名前で正式決定された。12月にそれまであったエールフランス航空とマダガスカル航空(初代)が合併して誕生した。1962年1月1日に、マダガスカル国営のナショナル・フラッグ・キャリアとして設立された。路線はマダガスカル国内線とパリとアンタナナリボを結ぶ路線(ただし、機体はエールフランス航空のボーイング707をリースしていた。)や、ジブチやモロニ、サン＝ドニ、レユニオン島といった路線を持ち、エールフランス航空もそこに飛ばしていた。運航開始から1963年までは"MADAIR"という社名であった。1969年にはボーイング737を購入した。その後国営企業から株式会社へ業態変更したが、大半の株式を政府が保有する状態には変化はない。かつてフランス領だったことから、エールフランスも出資している。
1990年代から2000年頃にかけて経営が悪化したため、ルフトハンザ・ドイツ航空の支援を受け、2002年6月から再建プログラムに着手した。2003年11月には全ての負債を完済し、同年の決算では黒字を計上したことで、再建プログラムは終了。また、航空機運航面でも安全性も非常に高いことで有名である。これを受けて、2004年3月には新しいロゴマークを制定、同年にはバンコクへ乗り入れたが、これは同社初のアジアへの路線展開となった。日本からのアクセスもバンコクでの乗り継ぎが便利であることから、2004年からの10年で邦人のマダガスカル観光客数は10倍以上に伸びたが、バンコク線はその後廃止された。2009年度中には中国への乗入れを計画しており、広州白雲国際空港との定期便を維持している。 2021年10月、管財人となったマダガスカル航空は、子会社のツァラディアと合併してリニューアルし、マダガスカル航空になります。

## 主な就航地
アフリカ近隣諸国・インド洋各島への路線が主体。以前はヨーロッパへも多くの路線を運航していたが、現在は3路線のみとなっている。

### 国際線
いずれもアンタナナリボ発着であるが、一部経由便も存在する。
- パリ（フランス）
- マルセイユ（フランス）
- モロニ（コモロ）
- ザウジ（マヨット）
- ポートルイス（モーリシャス）
- サン＝ドニ（レユニオン）
- 広州（中国）2009年7月1日～

### マダガスカル国内線
- アンタナナリボ
- マハジャンガ
- モロンダバ
- セントマリー
- アンツィラナナ
- マロアンツェトラ
- ノシベ
- サンバヤ
- トアマシナ
- トゥリアラ
- トラニャロ

## 以前の主な就航都市
- ミュンヘン（ドイツ）
- ローマ（イタリア）
- ミラノ（イタリア）
- フランクフルト（ドイツ）
- ナイロビ（ケニア）
- ヨハネスブルグ（南アフリカ共和国）
- ムンバイ（インド）
- シンガポール（シンガポール）
- 香港
- バンコク（タイ）

## 保有機材

### 運航機材
2019年8月現在、マダガスカル航空の機材は以下の通りである。
| 機材                            | 運用機数 | 発注機数 | 座席数 | 座席数 | 座席数 | 座席数 | 備考     |
| 機材                            | 運用機数 | 発注機数 | C      | Y+     | Y      | Total  | 備考     |
| ------------------------------- | -------- | -------- | ------ | ------ | ------ | ------ | -------- |
| エアバスA340-300                | 2        | ー       | 30     | 21     | 224    | 275    |          |
| ATR72-500                       | 2        | ー       | 8      | ー     | 62     | 70     |          |
| ATR72-600                       | 2        | ー       | 10     | ー     | 62     | 72     |          |
| ボーイング737-800               | 1        | ー       | 8      | ー     | 156    | 164    | WL装着機 |
| デ・ハビランド・カナダDHC-6-300 | 3        | ー       | ー     | ー     | 19     | 19     |          |
| 合計                            | 10       | 0        |        |        |        |        |          |

マダガスカル航空が発注したボーイング社製航空機の顧客番号（カスタマーコード）はB2で、航空機の形式名は737-2B2,747-2B2などとなる。

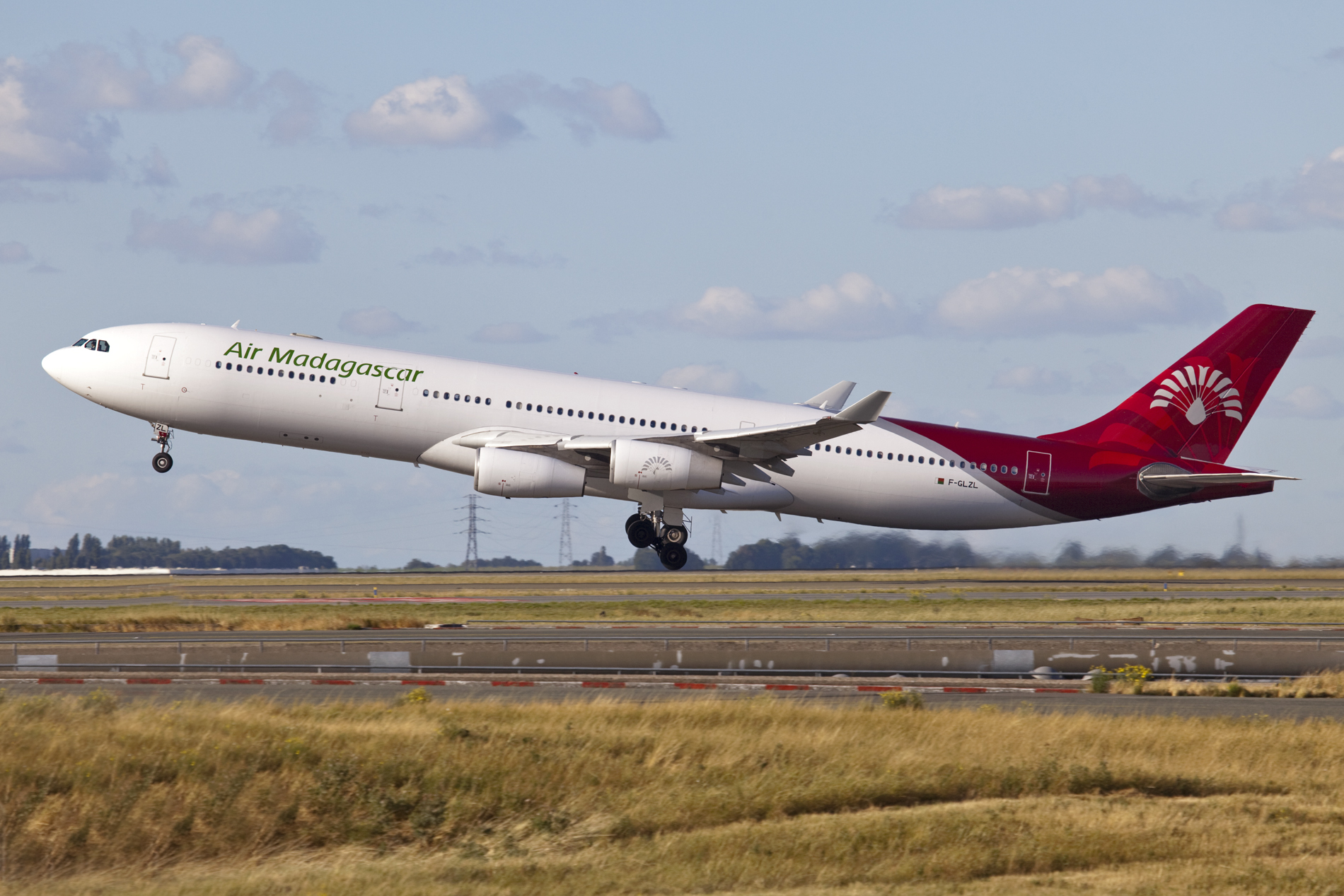
エアバスA340-300
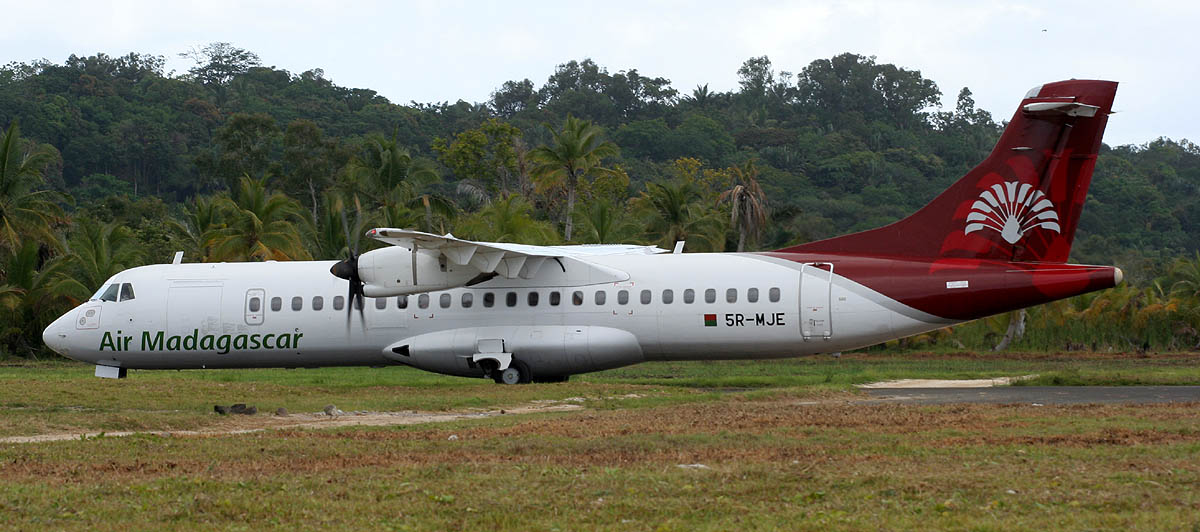
ATR72

### 退役済機材一覧
- ダグラスDC-3
- ダグラスDC-4
- ホーカー・シドレー748

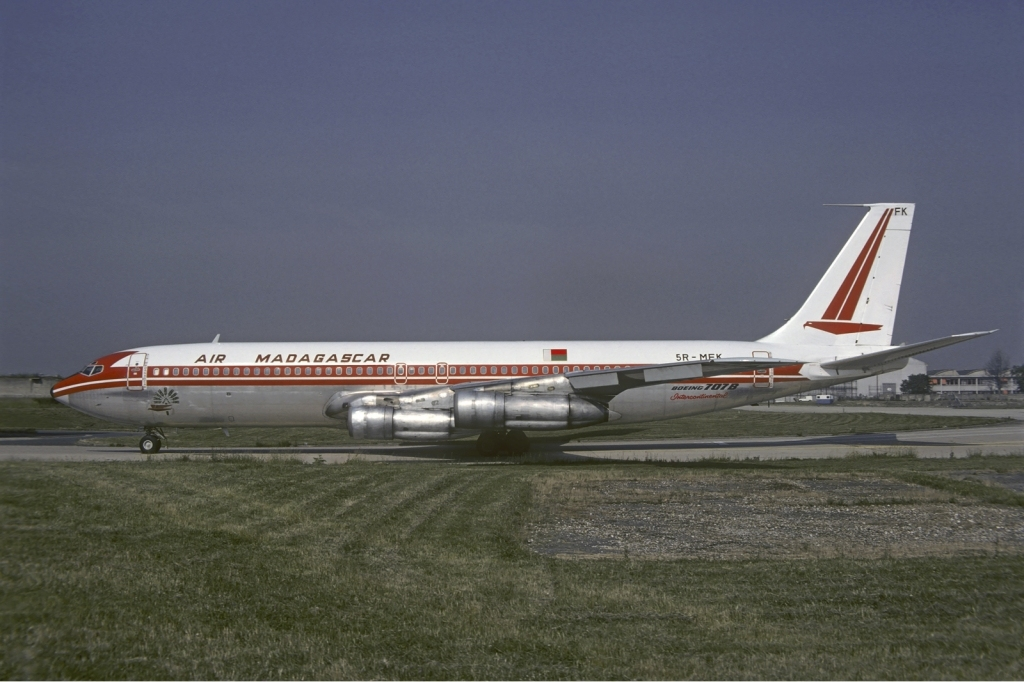
ボーイング707-320
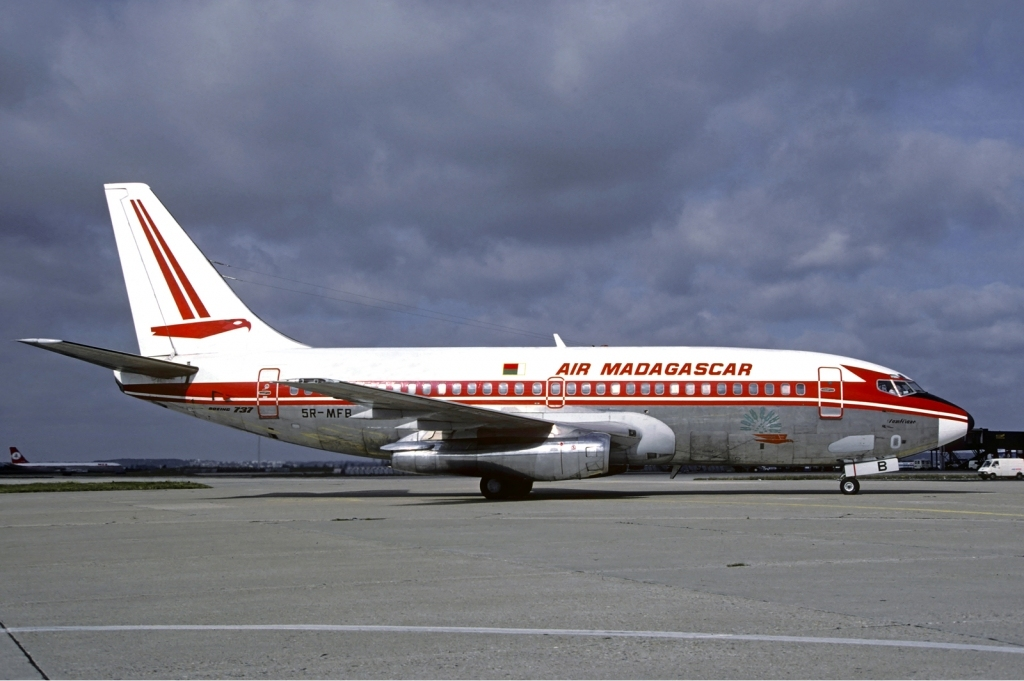
ボーイング737-200,300
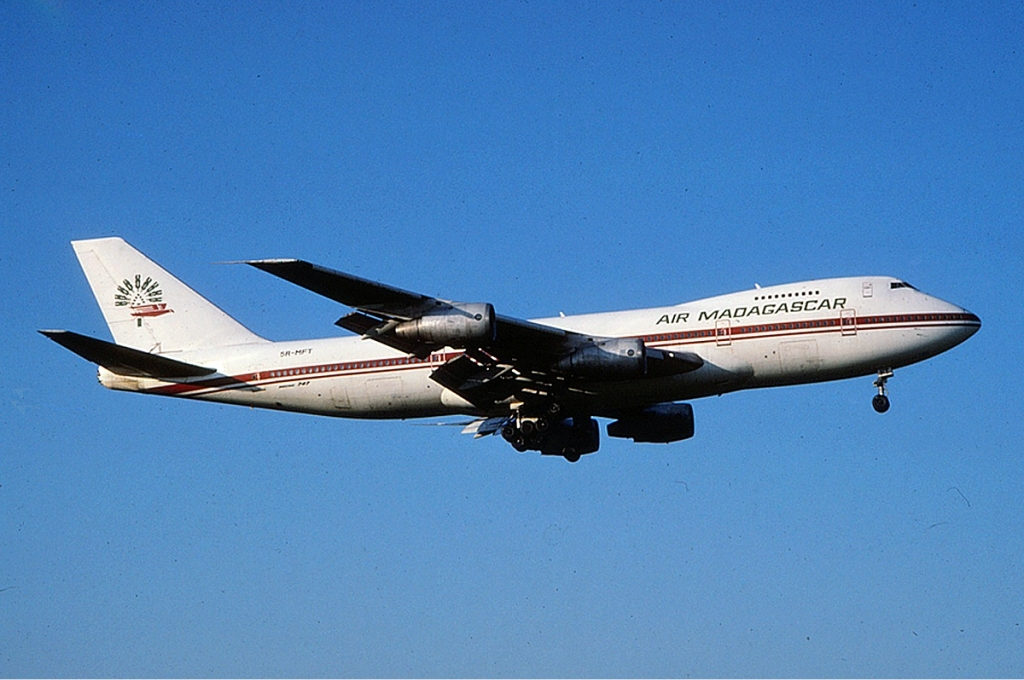
ボーイング747-200
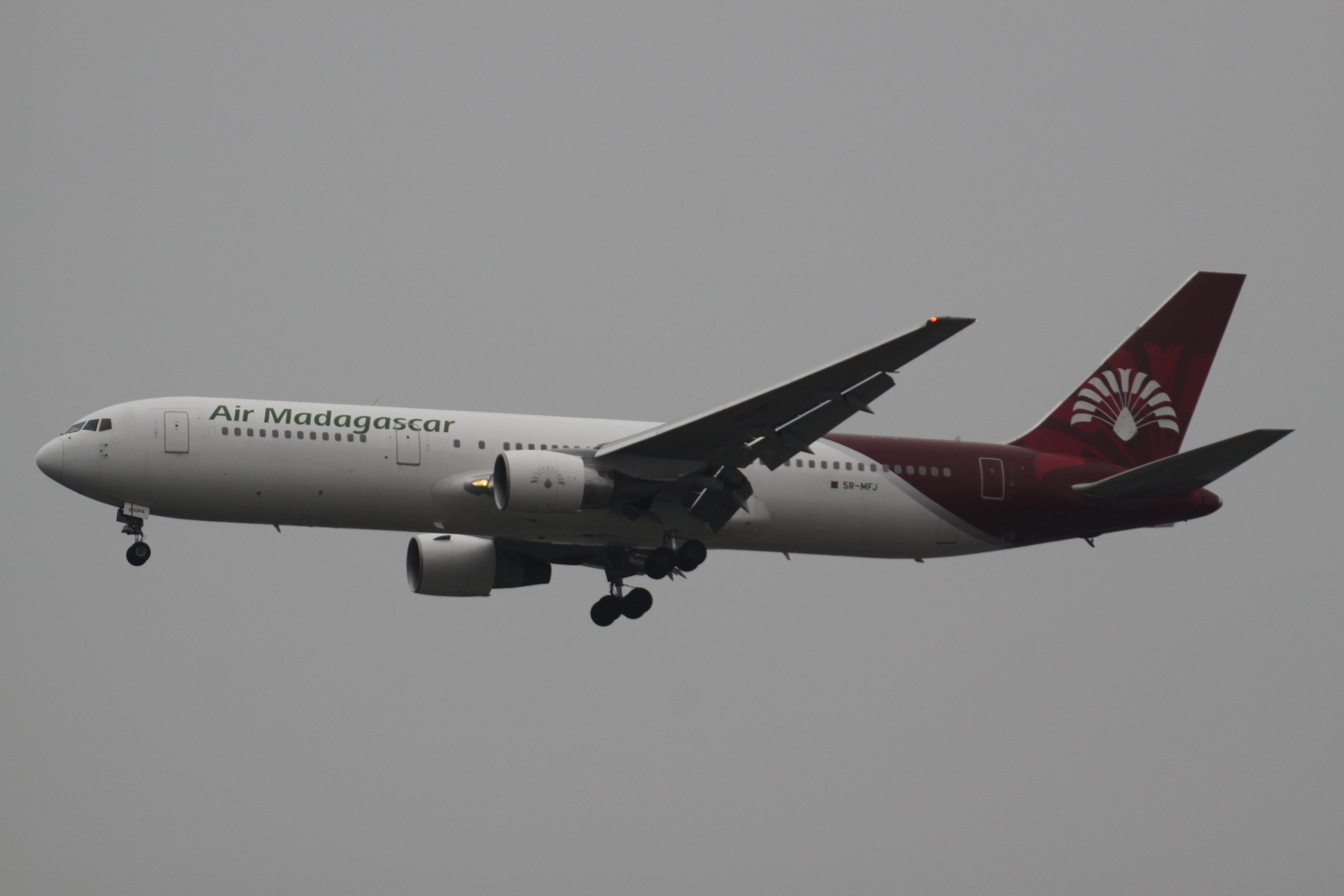
ボーイング767-300ER
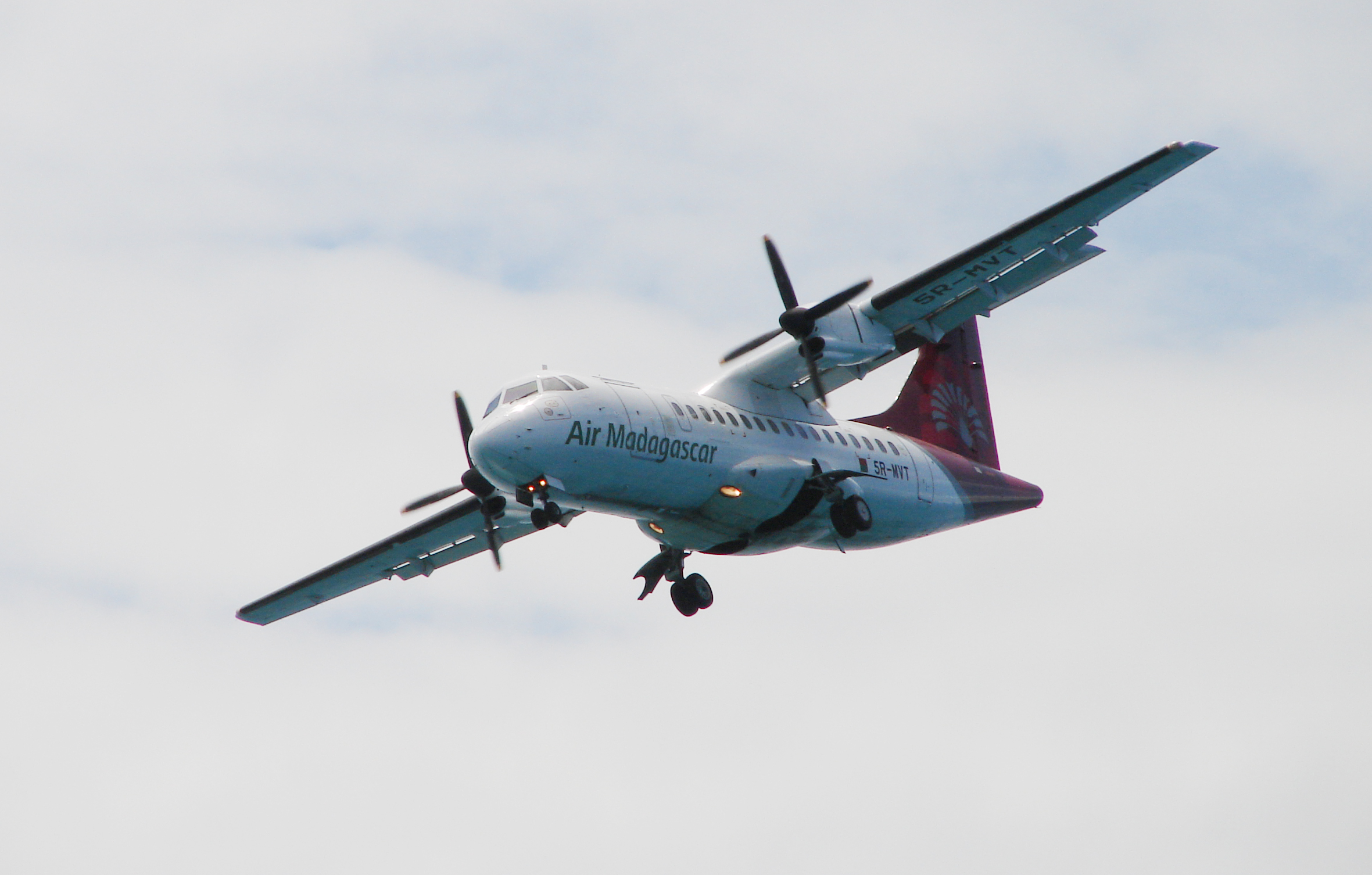
ATR42-300

- ボーイング707-320
- ボーイング737-200
- ボーイング747-200
- ボーイング767-300ER
- ATR42-300